# William Hesketh Lever

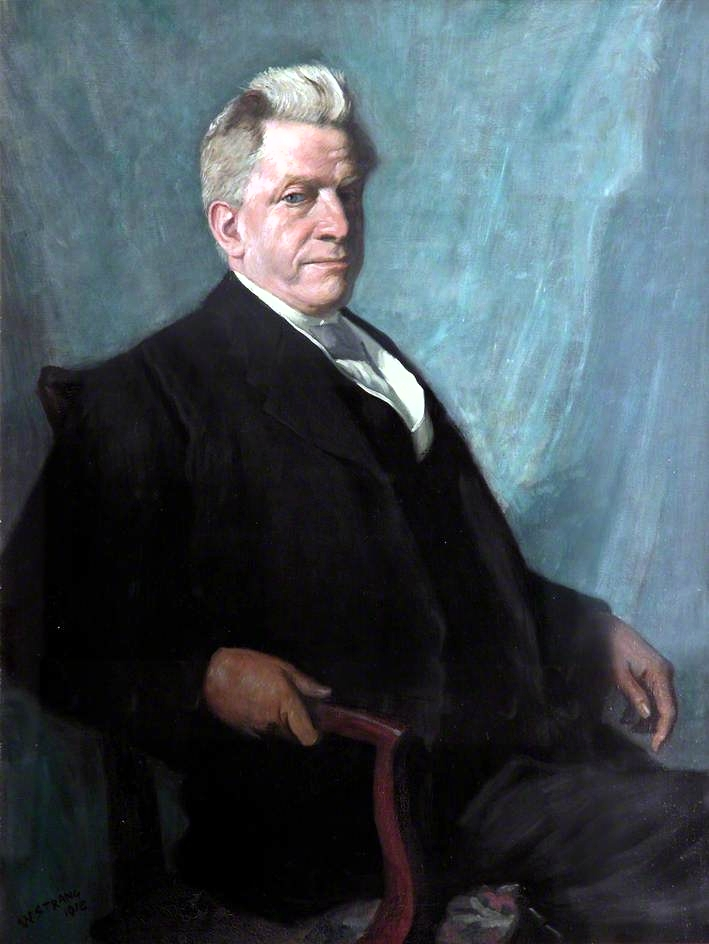
William H. Lever em 1918 por William Strang

William Hesketh Lever, 1º Visconde Leverhulme FRGS (19 de setembro de 1851 - 7 de maio de 1925) foi um industrial, filantropo e político inglês. 

## Vida
Tendo sido educado em uma pequena escola particular até os nove anos de idade, depois em escolas da igreja até os quinze anos; uma educação um tanto privilegiada para a época, começou a trabalhar na mercearia atacadista de seu pai em Bolton. Após um aprendizado e uma série de compromissos no negócio da família, que ele expandiu com sucesso, ele começou a fabricar o Sunlight Soap, construindo um império comercial substancial com muitas marcas conhecidas, como Lux e Lifebuoy. Em 1886, juntamente com seu irmão, James, fundou a Lever Brothers, que foi uma das primeiras empresas a fabricar sabão a partir de óleos vegetais, e que hoje faz parte da multinacional britânica Unilever. Na política, Lever atuou brevemente como deputado liberal por Wirral e, mais tarde, como Lord Leverhulme, na Câmara dos Lordes como Par. Ele era um defensor da expansão do Império Britânico, particularmente na África e na Ásia, que fornecia óleo de palma, um ingrediente-chave na linha de produtos da Lever. Sua empresa tornou-se associada com trabalho forçado e atrocidades no Congo Belga em 1911.
Um aspirante a patrono das artes, Lever começou a colecionar obras de arte em 1893, quando comprou uma pintura de Edmund Leighton. A rival de Lever na indústria de sabonetes, A & F Pears, assumiu a liderança no uso da arte para marketing comprando pinturas como "Bubbles" de John Everett Millais para promover seus produtos. A resposta de Lever foi adquirir obras igualmente ilustrativas, e mais tarde ele comprou 'The New Frock' de William Powell Frith para promover a marca de sabonetes Sunlight. Em 1922 ele fundou a Lady Lever Art Gallery em Port Sunlight em Cheshireque ele dedicou à sua falecida esposa Elizabeth.